# The Quitter
The Quitter é um filme mudo do gênero faroeste produzido nos Estados Unidos e lançado em 1916.